# 淤积

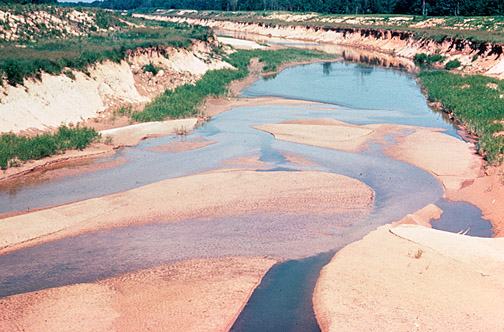
水道淤积

淤积又稱淤塞，是指水體中的颗粒状碎屑物质（主要成分是淤泥、黏土）堆積後造成的水污染。此時悬浮的颗粒状碎屑物质浓度增加。淤积會導致食虫和食草鱼类丰度减少。